# Clara Lionel Foundation
La Clara Lionel Foundation —en español: Fundación Clara Lionel— (también conocida como CLF) es una organización sin fines de lucro fundada en 2012 por la cantante Rihanna. Su misión es financiar programas innovadores de educación y de preparación y respuesta ante emergencias en todo el mundo. En marzo de 2020, el fondo donó 5 millones de dólares estadounidenses para apoyar los esfuerzos de respuesta frente a la pandemia de COVID-19.
Rihanna fundó la Clara Lionel Foundation en 2012 en honor a sus abuelos, Clara y Lionel Braithwaite. Entre sus programas destacan el Centro de Oncología y Medicina Nuclear Clara Braithwaite, ubicado en el Hospital Queen Elizabeth en Barbados, y diversos programas educativos. La fundación se creó con el objetivo de «trascender fronteras para luchar juntos por los derechos básicos a la educación y la salud». La fundación apoya y financia programas innovadores y efectivos de educación y respuesta ante emergencias en todo el mundo, con el propósito de mejorar la calidad de vida de los jóvenes. El 11 de diciembre de 2014, se celebró el primer Diamond Ball, una gala cuyo objetivo es concienciar y recaudar fondos para la Clara Lionel Foundation. En la celebrada en el año 2017 se entregó a Angeline Murimirwa el Diamond Ball Honors Award como reconocimiento a su dedicación a CAMFED (Campaña para la Educación Femenina) y su apoyo a los jóvenes líderes, el emprendimiento y la participación cívica.

## Actividades

### Preparación ante emergencias y resistencia al cambio climático
Uno de los pilares fundamentales del trabajo de la Clara Lionel Foundation es transformar la forma en que el mundo responde a los desastres naturales. A través de su apoyo a los esfuerzos de ayuda tras los huracanes Harvey, Irma y María, que juntos causaron 380 mil millones de dólares en daños y miles de muertes, así como el ciclón Idai en África Oriental, CLF identificó los desafíos de los sistemas tradicionales de respuesta ante desastres. «En 2018, la fundación decidió comenzar a probar un enfoque diferente, centrado en fortalecer de manera proactiva los edificios, la infraestructura y los sistemas sociales, de modo que pudieran resistir futuras tormentas, previniendo daños en lugar de reconstruir repetidamente. En un primer proyecto piloto, la fundación trabaja con la Federación Internacional de Planificación Familiar y con Ingenieros Sin Fronteras para hacer que las clínicas de salud reproductiva en el Caribe sean más resilientes a los desastres».
El 19 de septiembre de 2019, en respuesta al huracán Dorian, una de las tormentas más fuertes del Atlántico en la historia, CLF anunció un paquete de financiación de 1 millón de dólares que se distribuyó entre Airlink, All Hands and Hearts, Direct Relief, el Centro de Recursos de Desastres de Tecnología de la Información, Team Rubicon y World Central Kitchen.

### Pandemia de COVID-19
En marzo de 2020, Rihanna donó 5 000 000 de dólares para la ayuda contra el COVID-19 y complementó esta acción con donaciones adicionales de equipos de protección personal al estado de Nueva York, además de ofrecer 700 000 dólares en ventiladores para su país natal, Barbados. Las organizaciones receptoras incluyeron Direct Relief, Feeding America, el Fondo de Respuesta Solidaria al COVID-19 de la Organización Mundial de la Salud, Partners In Health y el Comité Internacional de Rescate. En abril de 2020, Rihanna realizó una donación adicional de 2 100 000 dólares, igualando la contribución del CEO de Twitter, Jack Dorsey, para un total de 4 200 000 dólares destinados a proporcionar apoyo y recursos a personas y niños afectados por la violencia doméstica durante el confinamiento. Hasta diciembre de 2021, CLF había donado 47 millones de dólares para ayudar en los esfuerzos de alivio ante el COVID-19 y en cuestiones de justicia racial.

### Educación
En septiembre de 2016, la Clara Lionel Foundation se asoció con Global Partnership for Education y Global Citizen en una iniciativa multianual para apoyar la educación en todo el mundo. A través de este esfuerzo, Rihanna buscó abogar por más de 250 millones de niños que no asisten a la escuela, así como por aproximadamente 330 millones de estudiantes que no están aprendiendo en las escuelas a las que asisten. Como nueva Embajadora Global de GPE, Rihanna tenía como objetivo llegar a más de 60 países en desarrollo, priorizando a aquellos con mayor necesidad, incluidos los niños en zonas de conflicto y crisis.
A principios de mayo de 2016, Rihanna anunció un programa de becas a través de la Clara Lionel Foundation, destinado a estudiantes que asisten a universidades en los Estados Unidos. Las becas están basadas en la necesidad económica y oscilan entre 5 000 y 50 000 dólares, con la posibilidad de renovarlas hasta por tres años más o hasta completar el título de licenciatura. Los únicos requisitos de elegibilidad eran haber sido aceptado en un programa de licenciatura en una universidad acreditada de cuatro años en los Estados Unidos para el año académico 2016–17 y ser residente de Barbados, Brasil, Cuba, Haití, Guyana, Jamaica o los Estados Unidos. Al hablar con USA Today College, Rihanna declaró: «Poder dar el regalo de la educación es realmente un honor; la educación superior ayudará a proporcionar perspectiva, oportunidades y aprendizaje a un grupo de jóvenes que realmente lo merece. Estoy emocionada de poder hacer esto».
En enero de 2017, Rihanna visitó Malaui con su fundación, donde se reunió con educadores, funcionarios gubernamentales y estudiantes. Ocho meses después, en agosto, la artista anunció una asociación con la plataforma de bicicletas compartidas ofo para financiar becas para niñas en Malaui a través del Programa Global de Becas de la fundación, así como donar bicicletas a las estudiantes para aliviar los problemas de transporte al asistir a clases. El primer lote de bicicletas ofo ya había comenzado a usarse en Malaui, marcando el inicio de una asociación de cinco años.